# Micuța fabrică
Micuța fabrică este o pictură în ulei pe pânză realizată în perioada 1862-1865 de pictorul francez Camille Pissarro.

## Istorie
Lucrarea de mici dimensiuni ar fi fost pictată între 1862 și 1865. Ea a fost prezentată muzeului din Strasbourg de către Société des amis des musées de la ville de Strasbourg (astăzi numită Société des amis des arts et des musées de Strasbourg sau SAAMS) în 1924 și se află în prezent la Muzeul de artă modernă și contemporană din Strasbourg. Numărul său de inventar este 55.974.0.684.

## Tranziție
Micuța fabrică marchează o tranziție în opera lui Pissarro, de la reprezentările neoclasice de peisaje à la Camille Corot către realismul cu motive sociale subiacente. În ciuda liniștii și a dimensiunii sale neamenințătoare, mica fabrică anunță transformarea inexorabilă (adică industrializarea) a mediului rural.